# Offerman
Offerman es una ciudad ubicada en el condado de Pierce en el estado estadounidense de Georgia. En el año 2010 tenía una población de 441 habitantes.

## Geografía
Offerman se encuentra ubicada en las coordenadas 31°24′29″N 82°6′44″O / 31.40806, -82.11222 (31.408105, -82.112110).
Según la Oficina del Censo, la localidad tiene un área total de 8,1 km² (3,1 mi²), de la cual 8,1 km² (3,1 mi²) es tierra y 0 km² (0 mi²) (0.00%) es agua.

## Demografía
Según la Oficina del Censo en 2000 los ingresos medios por hogar en la localidad eran de $26,429, y los ingresos medios por familia eran $31,875. Los hombres tenían unos ingresos medios de $28,750 frente a los $21,389 para las mujeres. La renta per cápita para la localidad era de $11,393. 